# 陶愉生
陶愉生（1923年—2014年），男，北京人，中国物理化学家，曾任中国科学院大连化学物理研究所研究员。

## 家庭
父亲陶孟和。